# 공주기적의도서관
공주기적의도서관은 충청남도 공주시에 있는 공립 어린이 도서관이다.

## 연혁
- 2006년 8월 16일 개관.